# Символ Григория Неокесарийского
Символ Григория Неокесарийского («Изложение веры по откровению Григория, епископа Неокесарийского») — богословское сочинение святителя Григория Неокесарийского, посвящённое Святой Троице.
Написанное не позднее, чем за 75 лет до Первого Вселенского собора, свидетельствует, что вера в Бога, единого по существу, но Троичного в Лицах, принадлежала ранней Церкви, а не возникла лишь на Вселенских Соборах.

## История
Согласно Григорию Нисскому, когда Григорий Неокесарийский после епископской хиротонии целую ночь размышлял о предметах веры, явившийся апостол Иоанн Богослов по просьбе Матери Божией в стройных и кратких словах изрек ему тайну веры. Григорий Неокесарийский заключил это божественное учение в письмена, проповедовал по нему в Церкви и оставил его в наследие потомкам
В отличие от других древних Символов «Изложение веры» Григория Чудотворца содержит только учение о Святой Троице.
На этом Символе основано учение о Святой Троице в православном богословии. В последующем оно было раскрыто святыми отцами Церкви Василием Великим, Григорием Богословом, Григорием Нисским. Символ веры святого Григория Неокесарийского был рассмотрен и одобрен Первым Вселенским Собором (325 г.), подтвердившим его непреходящее значение для Православия.
В сборнике Doctrina Patrum (VII — нач. VIII в.) «Символ веры» Григория Чудотворца расположен рядом с Никео-Константинопольским Символом веры. Иоанн Дамаскин повторяет слова «Символа веры» Григория Чудотворца, когда пишет: «Ни Отец никогда не был без Слова, ни Слово без Духа», а в трактате «О Святой Троице» целиком воспроизводит его, не называя имени Григория Чудотворца.

## Текст Символа веры Григория Неокесарийского
Един Бог, Отец Слова живого, Премудрости ипостасной и Силы и Образа вечного, совершенный Родитель Совершенного, Отец Сына Единородного.
Един Господь, единый от единого, Бог от Бога, Начертание и Образ Божества, Слово действенное, Премудрость, объемлющая состав всего, и зиждительная Сила всего сотворенного, истинный Сын истинного Отца, Невидимый Невидимого, и Нетленный Нетленного и Бессмертный Бессмертного и Вечный Вечного.
И един Дух Святой, от Бога имеющий бытие и через Сына явившийся (то есть людям), Образ Сына, Совершенный Совершенного, Жизнь, Виновник живущих, (Источник святый), Святость, Податель освящения, в Нем же является Бог Отец, сущий над всем и во всем, и Бог Сын, Который через все.
Троица совершенная, славою и вечностью и царством неразделяемая и неотчуждаемая.

Посему нет в Троице ничего ни сотворенного или служебного, ни привнесенного, как бы прежде не бывшего, потом же привзошедшего; ибо ни Отец никогда не был без Сына, ни Сын без Духа, но непреложна и неизменна — всегда та же Троица.

## Текстология
Текст «Символа» сохранился в списках Слова Григория Нисского, а также в многочисленных греческих рукописях с надписанием: «Изложение веры по откровению Григория, епископа Неокесарийского», или «Божественное тайноводство святого Григория Чудотворца», и т. п. В позднейших рукописях цитируется под сокращенным названием «Откровение Григория».
Существуют 2 латинских, сирийский и славянский переводы.
Подлинность Символа неоднократно подвергалась сомнению, однако после исследования К. П. Каспари она признается.
Во 2-й четверти XX века аутентичность Символа была поставлена под сомнение Луизом Абрамовским и Мишелем ван Эсбруком.